# حب وإعدام (فلم)
حب وإعدام هو فيلم مصري عرض عام 1956، بطولة عماد حمدي وسميرة أحمد، ومن إخراج كمال الشيخ.

## قصة الفيلم
تدور أحداث الفيلم حول أميرة (سميرة أحمد) التي تعاني والدتها من مرض عضال بينما تعاني الأسرة من ضائقة مالية وهي مخطوبة وتم عقد قرانها على مجدي (عماد حمدي) بينما هي على خلاف مع والدها المتزوج من امرأة أخرى، تذهب لتطلب منه أموالاً فتختلف معه بشدة وتعود إليه لتجده مقتولاً فتتورط في مقتله وتصبح متهمة بقتله.

## طاقم التمثيل
- عماد حمدي: (مجدي شاكر)
- سميرة أحمد: (سميرة)
- محمود المليجي: (مرسي إبراهيم)
- عايدة هلال: (سعاد)
- وداد حمدي: (جميلة حسين الجمل)
- عدلي كاسب: (وكيل النيابة)
- عزيزة حلمي: (الممرضة)
- أمينة رزق: (والدة سميرة)
- عباس فارس: (عبد الحميد سليمان)
- فتوح نشاطي: (الطبيب)
- آمال وحيد: (زكية)
- حسين فياض: (الطبيب الشرعي)
- عبد القادر المسيري: (القاضي)
- إبراهيم حشمت: (النائب العام)
- حسنة سليمان: (الخادمة فاطمة)
- حسين المليجي: (الجرسون)
- حسن حامد: (عبده)
- عبد الحميد بدوي
- حسين إسماعيل
- أحمد شوقي: (ضابط)
- أحمد لوكسر: (ضابط)
- عبد المنعم سعودي: (عضو اليمين)
- سيد العربي: (مخبر)

## فريق العمل
- إخراج: كمال الشيخ
- تأليف: محمد كامل حسن المحامي
- مدير التصوير: عبد العزيز فهمي
- مونتاج: سعيد الشيخ، حسين عفيفي
- تأليف الموسيقى التصويرية: محمد كامل حسن المحامي، عبد العزيز عامر
- توزيع الموسيقى التصويرية: فؤاد الظاهري
- إنتاج: أفلام الاتحاد (عباس حلمي)
- توزيع: أفلام مصر الجديدة